# (73361) 2002 KD5
(73361) 2002 KD5 – planetoida z pasa głównego asteroid okrążająca Słońce w ciągu 5,7 lat w średniej odległości 3,19 j.a. Odkryta 16 maja 2002 roku.